# نيني بارك
نيني بارك (بالإنجليزية: Nene Park)‏ هو ملعب كرة قدم في بإنجلترا. اُفتُتح عام 1969 ، يتسع الملعب إلى 6441 متفرج.